# کارل اوه کناسگور
کارل اوه کناسگور (به نروژی: Karl_Ove_Knausgård)،(متولد ۶ دسامبر ۱۹۶۸) نویسندهٔ نروژی که برای نوشتن رمان شش‌جلدی‌اش تحت عنوان نبرد من مشهور است.

## شهرت ادبی
کناسگور اولین رمانش را در سال ۱۹۹۸ تحت عنوان بیرون از جهان نوشت که به‌خاطر آن برندهٔ جایزهٔ منتقدان ادبی نروژ شد. این اولین بار در تاریخ این جایزه بود که نویسنده‌ای رمان اولی بتواند آن را از آن خود کند. رمان دوم او تحت عنوان زمانی برای همه‌چیز (۲۰۰۴) تا حدی روایتی جدید از بخش‌هایی از کتاب مقدس و تاریخ فرشتگان در زمین است.
کناسگور با نوشتن رمان شش جلدی نبرد من به شهرت جهانی دست یافت.

## آثار
- بیرون از دنیا، ۱۹۹۸
- زمانی برای همه چیز، ۲۰۰۴
- نبرد من، کتاب اول، ۲۰۰۹
- نبرد من، کتاب دوم، ۲۰۰۹
- نبرد من، کتاب سوم، ۲۰۰۹
- نبرد من، کتاب چهارم، ۲۰۱۰
- نبرد من، کتاب پنجم، ۲۰۱۰
- نبرد من، کتاب ششم، ۲۰۱۱
- خانه و غربت، ۲۰۱۴
- آمریکای روح، ۲۰۱۴
- گردن‌ها (کتاب عکس با عکس‌هایی از توماس وُگستروم)، ۲۰۱۴
- پاییز، ۲۰۱۵
- زمستان، ۲۰۱۵
- بهار، ۲۰۱۶
- تابستان، ۲۰۱۶
- دلتنگی بسیار بر سطحی کوچک، ۲۰۱۷
- پرنده‌ها زیر آسمان، داستان بلند، ۲۰۱۹